# ビュイック・スカイホーク
ビュイック・スカイホーク（Buick Skyhawk）は、1975年から1989年のモデルイヤーまで2世代に渡りゼネラルモーターズ（GM）のビュイック・ディヴィジョンで生産されていた自動車である。1975年から1980年モデルまでは全車がサブコンパクト・クラス（subcompact）の後輪駆動用GM・Hプラットフォーム（GM H platform）上に3ドア・ハッチバック形式のボディを載せていた。1982年から1989年モデルまではコンパクト・クラスの前輪駆動用GM・Jプラットフォーム（J-car platform）上に4ドア・セダン、ステーションワゴンに加え2ドア・セダン、3ドア・ハッチバックという4種類のボディ形式が用意されていた。

## 第1世代 (1974年 – 1980年)
ビュイック・スカイホークは1974年9月に発売され1975年モデルから1980年モデルまでが生産されたサブコンパクト・クラスの4座、ハッチバックの乗用車である。第1世代のスカイホークはシボレー・ヴェガ（Chevrolet Vega）を基にした、同一のホイールベースと車幅を持つ車であった。後輪駆動用GM・Hプラットフォームを使用したものは他にはシボレー・モンザ（Chevrolet Monza）、オールズモビル・スターファイア（Oldsmobile Starfire）、ポンティアック・サンバード（Pontiac Sunbird）があった。スカイホークは市場でトヨタ・セリカ、マーキュリー・カプリ、フォード・マスタングIIといった車種と競合した。スカイホークは60年以上の歴史の中でビュイックのバッジを着けた最も小型の車であった。

### 概要
スカイホークのホイールベースと車幅は97.0-インチ (2,460 mm)と65.4-インチ (1,660 mm)であった。シボレー・モンザ、オールズモビル・スターファイアと共に新たに認可された角形ヘッドライトを装備した最初の車の一台でもあり、ボディのスタイリングはフェラーリ・365GTC/4を思い起こさせる特徴を有していた。後輪が車軸懸架の後輪駆動方式を採用したH-ボディのスカイホークはその全生産期間に渡り出力110 hp (82 kW)/4000 rpmを発生する2バレルキャブレターを装着したビュイック製3.8 L (231 cid) V型6気筒が搭載されていた。4速マニュアルトランスミッション（MT）が標準で、3速オートマチックトランスミッション（AT）がオプションで提供された。前輪サスペンションは長短のコントロールアームにコイルバネが組み合わされ、スタビライザーが装着されていた。後輪サスペンションはコイルバネとスタビライザーが装着されたトルクアーム形式であった。この形式は後にGMの第3世代、第4世代のF-ボディ（カマロとファイヤーバード）に採用された。可変レシオのパワーステアリングはボール・ナット式の標準的なものであった。ブレーキは標準的な倍力装置付きの前輪がソリッドローターのディスクブレーキ、後輪がドラムブレーキであった。

### 変遷
スカイホークが発売されてしばらく経った1975年半ばには、廉価版のスカイホークSが追加された。
1976年に5速MTがオプションとして追加された。1976年モデルの当初から前輪ディスクブレーキがベンチレーティッド型となり、もう一つの新しいオプションは左右のBピラー間に渡された幅広のアルミニウム製バンドと組み合わされた大型で色の濃いガラスサンルーフであった。1977年に通常のスライディング式サンルーフがオプション設定され、これは屋根のアルミ製バンドと共に注文されることが多かった。
1979年モデルではフェイスリフトを施され、それまでの全モデルが採用していた角形2灯ヘッドライトが角形単灯に改められた。新しいオプションであるロード・ホーク パッケージ（Road Hawk package）には、太い前後輪のスタビライザー、幅広タイア、特製内奥と外装から構成されるラリーライド（Rallye ride）とハンドリング・パッケージが含まれていた。明るい黄色と黒色か赤色と黒色の組み合わせの外装パッケージであるスカイホーク・デザイナーズ・アクセント・エディションも選択することができた。
GM・Hプラットフォームを使用した最後の年となる1980年モデルに施された変更はほとんどなかったが、最も特筆すべき変更はオプションの5速MTが廃止されたことであった。1980年モデルでは4速MTと3速ATのみが提供された。
H-ボディのスカイホークは1981年春にGMのJプラットフォームを使用した新しい前輪駆動のスカイホークへと代替されたが、この第2世代は初代の直接の後継車というわけではなかった。初代のスカイホークはスポーティな小型車であったが、第2世代は2ドアと4ドアのセダン、3ドア・ハッチバック、5ドア・ステーションワゴンを擁するコンパクトカーのシリーズであった。
ハッチバック・モデルのモンザとサンバードの生産数を増加させるために、H-ボディのスカイホークとスターファイアーの生産は1979年12月21日に終了した。
H-ボディのスカイホークは6年に渡るモデルイヤーで総計12万5,311台が生産された。
関連項目
- GM・Hプラットフォーム（General Motors H-platform）
- シボレー・ヴェガ（Chevrolet Vega

## 第2世代 (1981年 – 1989年)
1982–1989の前輪駆動スカイホーク（J-ボディ）は1982年2月のシカゴオートショーで発表された。このスカイホークは2ドア・セダンと4ドア・セダンのボディ形式で登場したが、これはシボレー・キャバリエによく似ていた。標準エンジンは出力88 hpのキャブレター付直列4気筒 OHV 1.8 Lの"122"で、出力80 hpのブラジル製SOHC 1.8 L TBI直列4気筒エンジンがオプションで設定された。このスカイホーク発売開始後まもなく出力90 hpのキャブレター付直列4気筒 SOHC 2.0 Lが追加されると共に5速MTがオプション設定された。
1983年にはブラジル製1.8 Lエンジンの出力が4hp向上し、SOHCの2.0 Lエンジンは出力90 hpのシボレー製OHV 2.0 Lエンジンに代替された。5ドア・ステーションワゴンもビュイック・ブランド初の前輪駆動ステーションワゴンとして登場した。翌年には細かなフェイスリフトを施されて冷却用開口部が広がり、バンパーの保護モールが大きくなった。2.0エンジンは出力が4hp低下して86 hpとなった。1984年モデルが登場して間もなくT-タイプ（T-Type）・モデルに出力150 hp (112 kW)と強力なターボチャージャー付MPFI版のブラジル製1.8エンジンを選択することができるようになった。ターボ付のT-タイプには5速MTは設定されなかった。スカイホークは1984年に販売記録（13万4,076台）を樹立した。1985年モデルでは大きな変更は無かったが、1986年モデルになると新しい3ドア・ハッチバックが「スポート」とT-タイプの各モデルに追加された。1.8と2.0エンジンは88 hpという同一の出力となった。
1987年モデルで1.8 Lエンジンが自然吸気版（96 hp/71 kW）とRPO LT3という名称で知られるターボチャージャー版（165 hp (123 kW)）という2種類のSOHCマルチポート燃料噴射の2.0 Lエンジンに代替された。OHVの2 Lエンジンは継続され、その出力は90 hpとなった。1988年モデルではスカイホーク・スポーツのみが残され、ハッチバックは廃版となった。「"Sport S/E"」2ドア・クーペもあったが、OHV形式とターボ付エンジン搭載車は設定されなかった。

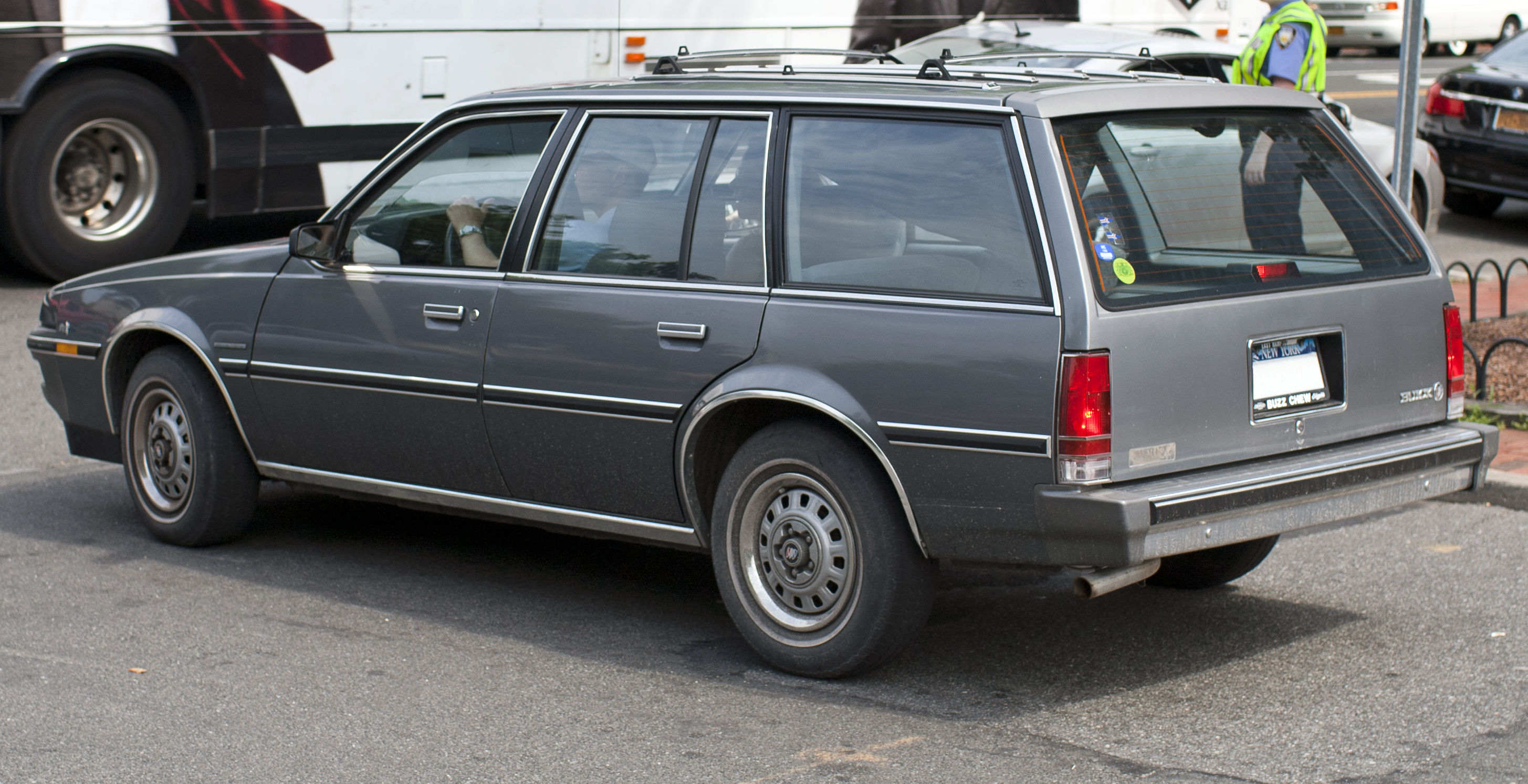
フェイスリフト後のスカイホーク ステーションワゴン

1989年モデルはスカイホークにとり最後となったが、標準となった電子制御燃料噴射装置、遮音性の向上とステーションワゴンにボディ同色のドアと窓のフレームといったようなかなりの規模の改良が施された。1989年モデルは2万3,366台が生産され、第2世代のスカイホークの生産台数は総計49万9,132台となった。
姉妹車のオールズモビル・フィレンザ（Oldsmobile Firenza）と共にスカイホークは1982年から1988年までの間にカンザスシティのリーズ（Leeds）で生産された。1988年はオールズモビル・フィレンザの生産最終年であり、その後リーズ工場（Leeds Assembly）は閉鎖された。1989年モデルからGMはスカイホークの生産をジェーンズビルの工場へ移したが、このモデルイヤーを以て生産終了となった。シボレー・キャバリエも数年の間リーズ工場で生産されていた。